# Halicreatidae
A Halicreatidae é uma família de hidrozoários. A família compreende 6 géneros e 9 espécies.

## Taxonomia
- Género Botrynema Browne, 1908 (2 espécies)
- Género Halicreas Fewkes, 1882 (monotípico - Halicreas minimum)
- Género Haliscera Vanhöffen, 1902 (3 espécies)
- Género Halitrephes Bigelow, 1909 (monotípico - Halitrephes maasi)
- Género Homoeonema Maas, 1893 (monotípico - Homoeonema platygonon)
- Género Varitentacula He, 1980 (monotípico - Varitentacula yantaiensis)